# Dacoderus werneri
Dacoderus werneri es una especie de coleóptero de la familia Salpingidae.

## Distribución geográfica
Habita en México.